# Dictyocaryum fuscum
Dictyocaryum fuscum là loài thực vật có hoa thuộc họ Arecaceae. Loài này được (H.Karst.) H.Wendl. mô tả khoa học đầu tiên năm 1863.